# Katharen
De katharen (van het Grieks: καθαροί, katharoi, "de zuiveren") of Albigenzen waren een religieuze beweging die tijdens de 12e en 13e eeuw een grote aanhang kende in de westelijke Languedoc. Ze lieten zich inspireren door het leven van Jezus Christus zoals beschreven in de Bijbel maar hun mystieke, symbolische en dualistische interpretatie van de Bijbelverhalen verschilde sterk van die van de Rooms-Katholieke Kerk. Volgens de katharen was Satan almachtig op aarde en leidde enkel de spirituele bezieling van de Heilige Geest tot verlossing.
Voor de heersers van de katholieke kerk was dit ketterij, een niet geoorloofde afwijking van de in hun ogen juiste leer, die letterlijk te vuur en te zwaard bestreden moest worden. De kerk organiseerde en financierde zware militaire expedities naar het gebied, de Albigenzische Kruistochten, en maakte met geweld een einde aan het katharisme. De door de kerk georganiseerde Inquisitie ging door met de vervolgingen tot er geen katharen meer waren.

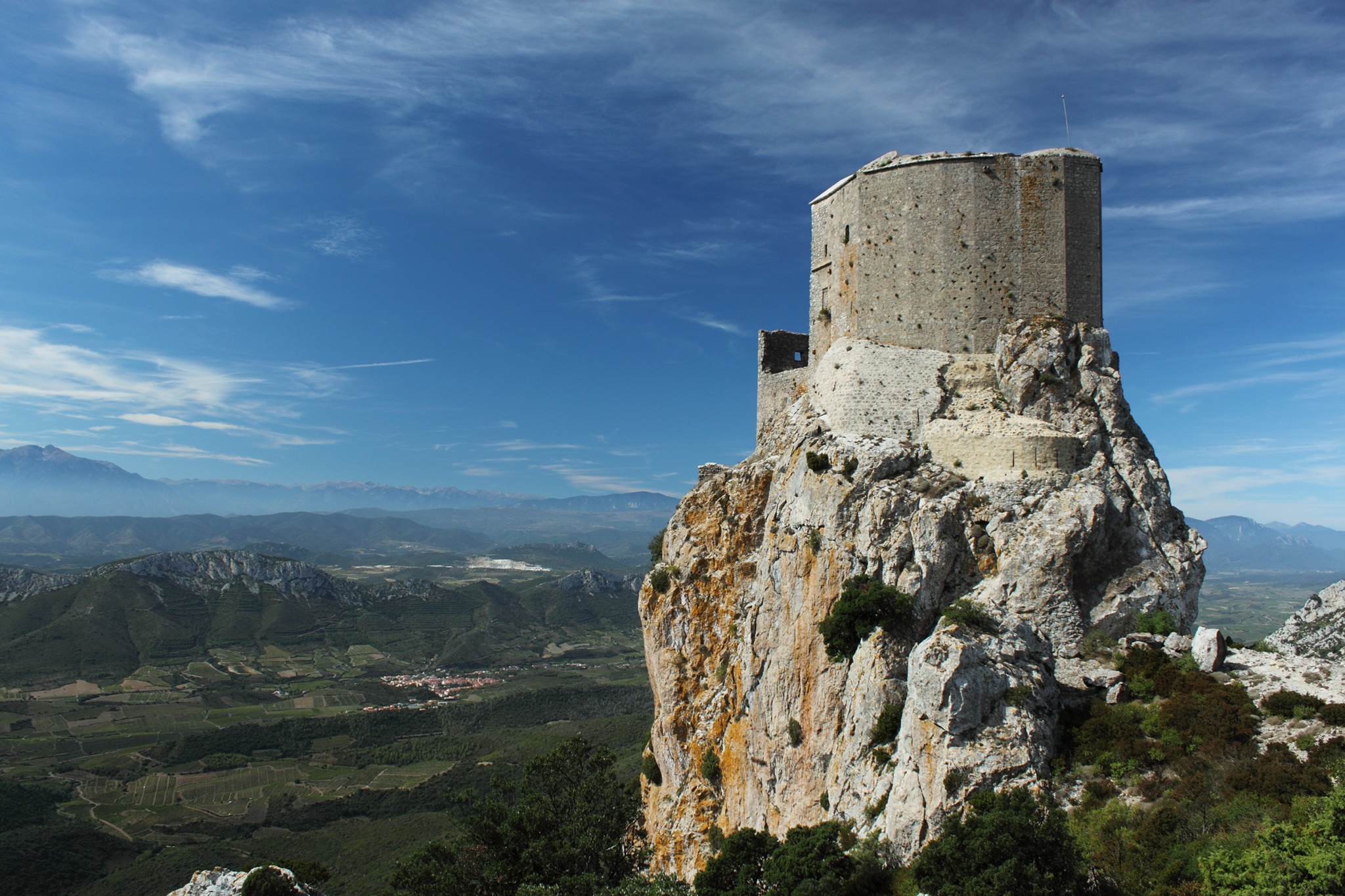
Kasteel van Quéribus

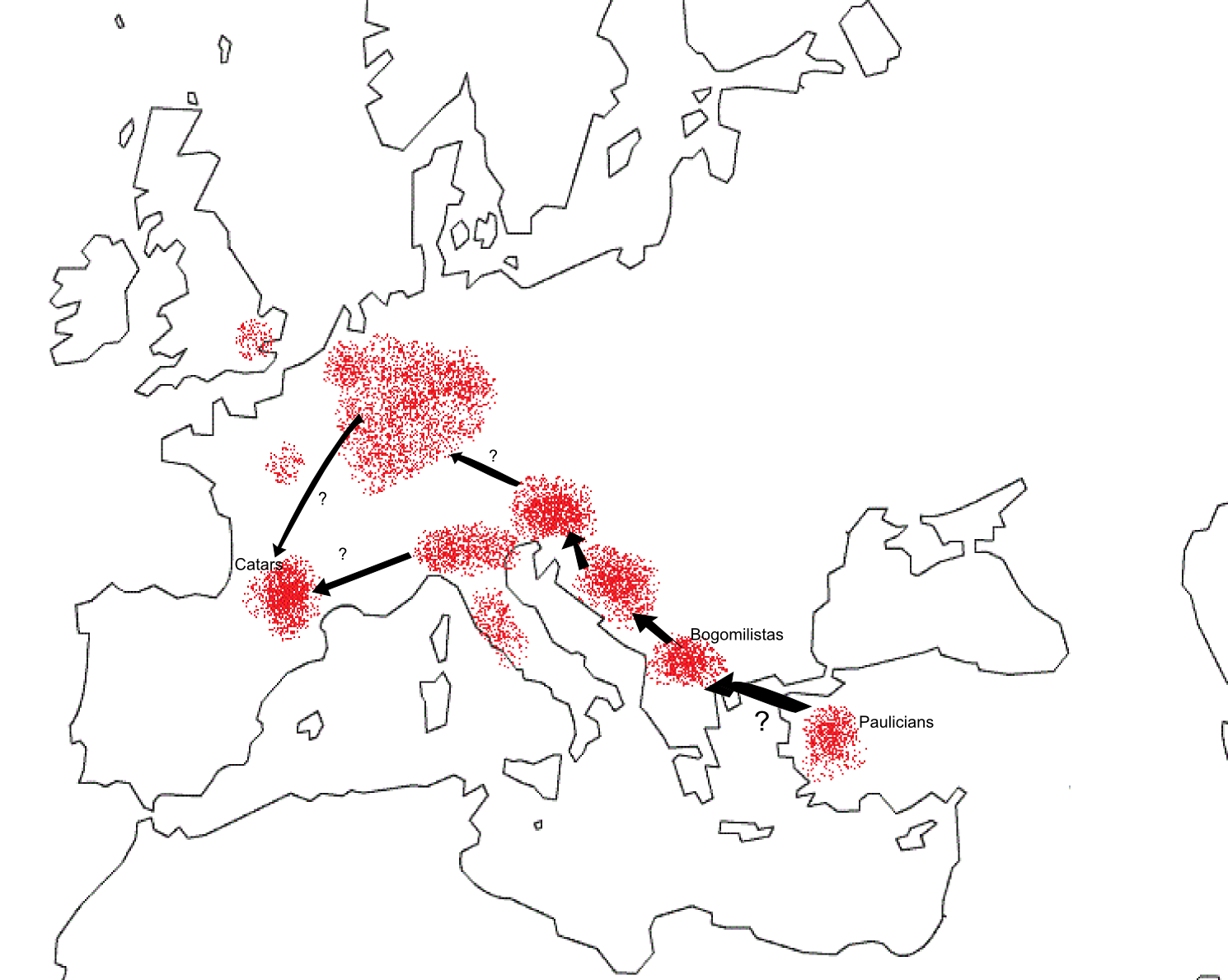
Mogelijke route van verspreiding van dualistisch christendom in Oost- en West-Europa

## Naamgeving
Degenen die wij tegenwoordig met de naam katharen aanduiden, noemden zichzelf niet zo. Zij noemden zichzelf gewoon "christenen" of "vrienden van God". Zij stelden hun "Kerk van God" voor als de enig ware christelijke kerk. In de volksmond noemde men ze bonhommes en bonnefemmes (‘goede mannen en vrouwen’). In de kronieken van tijdgenoten en inquisitieverslagen werden ze Albigenzen (inwoners van de stad Albi) genoemd.
Het woord Catharos kwam halverwege de 12e eeuw voor het eerst voor in een serie preken van de Duitse monnik Eckbert von Schönau, Sermones contra Catharos. Hij had het dan over christenen in het Rijnland die volgens hem afgeweken waren van de kerkelijke leer. Een halve eeuw later, in 1200, schreef de katholieke theoloog Alanus van Rijsel dat men ze ‘’Kathari’’ noemde.
In 1848 schreef Charles Schmidt de Geschichte der Valdesier und Katharer. In het Frans vertaald werd de titel Histoire et doctrine de la secte des Cathares ou Albigeois, de eerste keer dat het woord 'cathares' in het Frans verscheen.
In de geschriften van de protestantse dominee Napoléon Peyrat (1809-1881) verscheen het woord cathares in 1877 voor het eerst, vanuit een romantische visie, in een positieve betekenis in de Franse taal. Peyrat gaf daar de betekenis aan die hij ontleende aan het Griekse woord katharoi, ‘de zuiveren'. Door de toenmalige populariteit van zijn boeken werd het sedertdien algemeen gebruikelijk om de Albigenzen 'katharen' te noemen.
Evenmin hebben de kathaarse geestelijken zichzelf parfaits (‘vervolmaakten’) genoemd. Het Franse woord ‘parfait’ is afkomstig van de inquisitie. Iemand die het consolamentum had ontvangen, werd door de inquisitie een ‘vervolmaakte ketter’ genoemd, in het Latijn hereticus perfectus, later ingekort tot 'perfectus' of 'parfait'.
Het woord ketter is ontstaan uit Grieks katharos, dat "rein" betekende. Katharoi waren de "zuiveren". In de derde eeuw was dit de naam van een groep christenen, die zich afzetten tegen de paus. Vandaaruit is de betekenis "afvallige" ontstaan. Het woord "ketter", met de betekenis afvallige, kwam al vroeg in de Europese volkstalen, in ieder geval al voor de Hoogduitse klankverschuiving (dus vóór ± 800 n.Chr.), waardoor het in het Duits Kätzer, Ketzer werd. In middeleeuws Latijn werd catharos voor afvalligen gebruikt. Het woord Katharen is dus verwant met het woord ketter.

## Kathaarse geloof

### Zuiverheid
Het kathaarse geloof eiste een grote zuiverheid van zijn volgelingen. Op aarde was er een onzuivere vermenging van Goed en Kwaad. De menselijke zielen kwamen van God, de lichamen van Satan. De katharen wilden het Goede opnieuw volledig scheiden van het Kwade. Om hun engelenziel te laten terugkeren naar de hemel was het nodig om doordrongen te zijn van de Heilige Geest.
Zo beschikte elke kathaar over zijn eigen goddelijke inspiratie die hem toeliet om de religieuze autoriteit van de Rooms-Katholieke Kerk te negeren en zijn eigen interpretaties over God, Jezus Christus en de Bijbel naar voor te schuiven. Omdat de katharen zich meer bezighielden met het eren van hun eigen goddelijke ziel dan met het eren van hun god, was het katharisme eerder een mystieke beweging dan een godsdienst.

### Verlossing van een kwade wereld
In de kathaarse kosmologie lag Satan ofwel Lucifer aan de oorsprong van de aardse wereld. Eerst had God de hemel en de engelen geschapen, toen Lucifer op het toneel verscheen. Hij gaf zich over aan de zonde en lokte er een aantal engelen mee. Door zijn volgelingen op te stoken tegen God kwam hij aan het hoofd te staan van een opstand. God gooide Lucifer en zijn handlangers uit de hemel. De gevallen engelen kregen spijt van hun zonden en wilden terugkeren naar de hemel, maar daar stak Lucifer een stokje voor. Met de bedoeling de engelen gevangen te houden schiep Lucifer de aarde en stopte hun zielen in menselijke en dierlijke lichamen. De engelen konden niet ontsnappen uit de stoffelijke gevangenis van het lichaam. Via reïncarnatie zouden hun zielen eeuwig blijven verhuizen van het ene naar het andere warmbloedige schepsel. Toch was er een mogelijkheid om verlost te worden van de kwade wereld. Alleen de katharen kenden de weg naar God; wie hun sacrament van het consolamentum ontvangen had, zou voor altijd naar de hemel terugkeren. Dat was de enige redding. Wanneer de laatste engel bevrijd was, zou het einde der tijden aanbreken. De aarde hield op te bestaan en veranderde in een vurige hel.

### Dualistische varianten
Het kathaarse geloof was dualistisch: in de kosmos waren zowel God als Satan machtig. Gezien het evidente bestaan van het kwaad waren alle katharen het erover eens dat God onmogelijk de aarde geschapen kon hebben. God was niet verantwoordelijk voor het kwade op aarde; dat had een boosaardige schepper gedaan.
Binnen dit basisgegeven bestonden er meerdere varianten. De belangrijkste waren het gematigde en absolute dualisme. Het gematigde dualisme geloofde dat er oorspronkelijk alleen God was. Hij had Lucifer en zijn volgelingen geschapen als zonen van God. Het absolute dualisme ging daar niet mee akkoord. God had de duivel niet in het leven geroepen, maar Lucifer en zijn volgelingen waren de zonen van Satan. Ofwel was Lucifer onder valse voorwendselen de hemel binnengedrongen, ofwel had hij een brutale aanval gepleegd. Het absolute dualisme geloofde dat er twee eeuwige, onafhankelijke en tegengestelde beginselen aan de oorsprong van de kosmos lagen. De goede God was almachtig in de hemel en had de engelen geschapen. De kwade Satan was almachtig op aarde en had de duivels geschapen. Bijgevolg was de aarde een hel. Het laatste oordeel was overbodig, want het was duidelijk wie waar zou belanden. Mensen hadden geen vrije wil.

### Oude en Nieuwe Testament
De katharen zagen zichzelf als goede christenen die trouw het voorbeeld van Jezus Christus volgden. Ze onderbouwden en rechtvaardigden hun leerstellingen met vele gedetailleerde bijbelcitaten. Ze gebruikten dezelfde bijbelteksten als de Rooms-Katholieke kerk, maar lichtten er specifieke passages uit die hun inzichten ondersteunden of gaven aan sommige teksten een andere interpretatie dan de katholieke. De katharen hadden ook eigen literatuur zoals Het ritueel, Het visioen van Jesaja, Het boek van Sint-Johannes en Het boek van de Twee Principes. De meeste van die schaarse documenten kwamen uit Noord-Italië.
De katharen verwierpen unaniem de God van het Oude Testament. Jahweh was een jaloerse, wraakzuchtige, meedogenloze en wrede god die almachtig was op aarde. Bijgevolg moest hij wel Satan zijn. Ze aanvaardden veel teksten van het Oude Testament dan ook niet. Nergens werd dat zo duidelijk als in het scheppingsverhaal van Genesis. Volgens de kathaarse versie had de duivelse Jahweh (Satan) de aarde geschapen. In de Hof van Eden werden Adam en Eva bevangen door een lust naar zinnelijke losbandigheid. De slang was de boodschapper van de ware God die de mens kennis van het Goede bracht. Om die reden heeft Satan hen verjaagd. Deze kathaarse interpretatie van het Scheppingsverhaal was volledig tegengesteld aan de katholieke. Abel, Noach, Abraham, Mozes, David en andere nakomelingen waren zonen van Satan die niet gered konden worden. De katharen wezen de Tien geboden af, want Jahweh had ze aan Mozes gegeven. Ze waren wel geïnteresseerd in de duivel van het boek Job, de goddelijke inspiratie van het boek Psalmen en van profeten zoals Jesaja, Jeremia, Ezechiël en Daniël. Deze hele afwijzing van het oude testament was een vergaande vorm van antisemitisme, die daarna binnen de kerk ook nooit meer voorkwam. Alleen Marcion was in de 2e eeuw dezelfde opvatting toegedaan en hij is door de kerk dan ook veroordeeld.
De God van het Nieuwe Testament was wel zuiver genoeg voor de katharen. Ze waren trouw aan Jezus Christus, de evangeliën, de Handelingen van de apostelen, de Brieven van Paulus en de Openbaring van Johannes. Vooral de intense mystiek van het evangelie van Johannes sprak hun erg aan. God had zijn zoon Jezus naar de aarde gestuurd om zijn naam te prediken, zodat de mensen niet dachten dat Satan de enige macht was. Voortaan was er verlossing mogelijk voor de gevangen zielen van de engelen. Jezus was geboren als een engel uit het oor van zijn moeder Maria. Hij had nooit een menselijk lichaam aangenomen, kon niet sterven of verrijzen. Maria was nooit zwanger geweest; Jezus was nooit gekruisigd. Hij had wel zijn spirituele vermogens doorgegeven aan zijn discipelen, waardoor de katharen nu ook de Heilige Geest aan elkaar konden doorgeven. Zij voelden zich de zonen van Jezus Christus en geloofden dat Jezus spiritueel aanwezig was, als twee of drie katharen bijeen waren. Deze opvattingen waren ook bekend bij de Bogomielen en doen sterk denken aan veel teksten uit de Koran en de pre-islamitische apocriefe christelijke geschriften

## Kathaarse kerk

### Ontstaan
Er bestonden veel oudere dualistische tradities waaraan men de oorsprong van het katharisme heeft willen verbinden, zoals gnosticisme, manicheïsme, paulicianisme, messalianisme en bogomilisme. De meeste historici zijn het erover eens dat alleen het bogomilisme een zekere invloed had op het katharisme, maar men is het niet eens over het tijdstip en de omvang. De Bogomielen hebben contacten gehad met de katharen, maar dat betekent niet dat ze aan de oorsprong van het katharisme lagen. De meest aanvaarde visie is dat de ketterse bewegingen in het westen uit zichzelf ontstaan zijn zonder invloeden van buitenaf. Het is pas in een later stadium dat er toenadering kwam tussen bogomielen en katharen. Een voorbeeld daarvan betreft de Interrogatio Johannis. Dat was de belangrijkste religieuze tekst van de bogomielen. Die werd vanaf eind twaalfde eeuw ook in het Latijn vertaald en werd ook bij de katharen een belangrijk geloofsdocument. Dit is echter ook het enige echte vaststaande feit van mogelijke uitwisseling tussen beide bewegingen.
In het midden van de 12e eeuw werden er in het westen verschillende ketterse bewegingen gesignaleerd binnen de kerk: van Engeland, Vlaanderen, het Rijnland, de Champagne, de Languedoc tot Lombardije. Alleen in Zuid-Frankrijk en Noord-Italië konden ze zich ontwikkelen tot kerk. Ze stonden het sterkst in de westelijke Languedoc rond Toulouse, Albi en Carcassonne. Vóór 1140 zijn er geen bewijzen van dualisme in het westen. Rond 1147 schreef abt Eberwin van Steinfeld, naar Bernardus van Clairvaux. Zijn brief was het eerste ondubbelzinnige bewijs van dualisme. In 1163 schreef abt Eckbert van Schönau de Sermones contra Catharos aan Reinald van Dassel, aartsbisschop van Keulen. Voor het eerst verscheen toen de term ‘katharen’.

### Parfaits en croyants
De parfaits (‘vervolmaakten’) waren de kathaarse geestelijken, zowel mannen als vrouwen. Zij waren vervolmaakt in de kathaarse leer, hadden het consolamentum ontvangen en waren dragers van de Heilige Geest. Hun aantal werd op 3.000 à 5.000 geschat. De parfaits moesten een leven leiden dat getuigde van morele en spirituele hoogstaandheid. Hun levenswijze was eenvoudig, ascetisch en kuis. Ze droegen een zwart gewaad, maar weigerden verder elk bezit. Ze aten vruchten, groenten en vis. Vlees was verboden, want de zielen van de engelen reïncarneerden in warmbloedige dieren. Bovendien was vlees ontstaan uit geslachtelijke voortplanting. Ze dronken geen wijn en vastten regelmatig. Seks was altijd een zonde. Zwangere vrouwen kregen te horen dat ze een zoon van de duivel droegen of dat er een demon in hun buik zat. Ze mochten niet liegen, vloeken, woekeren, stelen of doden. Alles wat zich op de buik over de grond bewoog, mocht wel gedood worden. Ze zwoeren alle vormen van agressie of geweld af. Kwaad mocht niet met kwaad vergolden worden. Ze brachten hun tijd door met werken, bidden, biechten, boete doen, prediken en consolamentums toedienen. Als een parfait zijn onberispelijke levenswandel niet behield, verloor hij de spirituele bezieling van de Heilige Geest. Dat had niet alleen gevolgen voor hemzelf, maar voor allen die door hem gedoopt waren. Als een parfait een doodzonde beging, vervielen alle consolamentums die hij gegeven had. Daarom stond de kathaarse kerk toe dat het consolamentum één of twee keer herhaald werd.
De croyants waren de kathaarse gelovigen. Zij hadden het consolamentum niet ontvangen en waren niet bezield door de Heilige Geest. In de westelijke Languedoc was een belangrijk deel van de bevolking overtuigd van het kathaarse geloof. Hun aantal werd op 15% à 30% geschat. De croyants leefden niet zo streng als de parfaits en ontvingen slechts het consolamentum, wanneer men dacht dat ze op sterven lagen. Vlak voor hun dood wilden ze de Heilige Geest ontvangen en verlost worden. Als een gedoopte croyant toch niet stierf en zijn zondig leven hernam, verloor hij de Heilige Geest en moest hij het consolamentum later opnieuw ontvangen. Daarom wilden sommige gelovigen liever meteen sterven en hongerden ze zich dood. Dat werd de endura (‘volharding’) genoemd.

### Concilie van Saint-Félix-de-Caraman
In 1167 werd te Saint-Félix-de-Caraman een kathaars concilie gehouden. Er waren vertegenwoordigers van ketterse bewegingen uit Italië, Dalmatië, Bulgarije, Griekenland en Klein-Azië afgevaardigd naar het graafschap Toulouse. Vooral Nicetas, de Griekse bisschop van de Bogomielen van Constantinopel, zou grote invloed op de besluitvorming gehad hebben.
Vóór het concilie had de kathaarse kerk al bisdommen in Albi, Italië en Noord-Frankrijk. Een bisschop stond aan het hoofd, de fils majeurs en de fils mineurs (‘oudere en jongere zonen’) trokken rond als inspecteurs en de dekens waren verantwoordelijk voor de kathaarse huizen. Hoewel vrouwen belangrijk waren voor de kathaarse netwerken, werd er zelden beroep op hen gedaan voor deze vier functies.
Tijdens het concilie werd het aantal bisdommen uitgebreid tot zes: Toulouse, Albi, Carcassonne, Agen, Noord-Frankrijk en Italië. De gescheiden groepen katharen van Zuid-Frankrijk, Noord-Frankrijk en Italië werden ondergebracht in een overkoepelende structuur met de bedoeling een kathaarse wereldkerk te vestigen. De reorganisatie heeft maar korte tijd stand gehouden.
Het concilie was om nog een andere reden een belangrijk keerpunt voor het katharisme. Tot dan hingen de westerse katharen voornamelijk een gematigd dualisme aan. Nicetas overtuigde hen ervan dat het absolute dualisme (volgens de regel van Drugunthia) het juiste geloof was. De volgende jaren waren cruciaal voor de verspreiding van het katharisme. Binnen één generatie werd het een geaccepteerd onderdeel van het dagelijks leven. Laat in de 12e eeuw waren de meeste katharen uit de Languedoc en een aantal groepen in Noord-Italië bekeerd tot het absolute dualisme. In de 13e eeuw werd de bewaard gebleven kathaarse literatuur overheerst door het absolute dualisme.

### Tegen de Rooms-Katholieke Kerk
De katharen keerden zich sterk tegen de Rooms-Katholieke Kerk. Zij vonden dat deze kerk te veel naar macht en rijkdom streefde in plaats van naar spiritualiteit, met als resultante de politieke inmengingen, de kruistochten, de kostbare kerkgebouwen, kunstwerken en liturgieën. Katharen onderwierpen zich niet aan veel katholieke tradities die volgens hen toch geen verlossing zouden brengen:
- Doopsel: De katholieken waren verkeerd om het dopen met water van Johannes de Doper over te nemen, want Jezus had geleerd te dopen met handoplegging. Kinderen konden niet gedoopt worden, omdat ze er de betekenis niet van begrepen.
- Huwelijk: Huwen betekende geslachtsgemeenschap; alleen een huwelijk met God ontsnapte aan de zonde.
- Eucharistie: Deze katholieke traditie was volgens de katharen niet door Jezus ingesteld; de katharen braken ook het brood en dronken de wijn, maar zouden nooit zeggen dat het brood en de wijn het lichaam en bloed van Christus waren.
- Priesterschap: De katharen kenden geen autoriteit boven hun eigen spirituele ervaringen van de Heilige Geest. Een middelaar tussen god en de mens werd verworpen. Door hun schandelijk gedrag konden de katholieke priesters nooit dezelfde morele status verwerven als de kathaarse geestelijken.
- Kruisen en religieuze beelden: Deze waren gemaakt van aardse materialen en zouden uitgroeien tot afgoden. Ook het vereren van heiligen en overledenen kon niet door de beugel.

### In Italië
In Italië werden de katharen ook wel patarenen genoemd. Volgens de 13e-eeuwse inquisiteur en kroniekschrijver Anselmus van Alessandria kwam het katharisme in Italië via Noord-Frankrijk. Een Franse notaris ontmoette rond 1160 in Concorezzo de Italiaanse grafdelver Marco di Lombardia, die het nieuwe geloof deelde met Giovanni Giudeo, een wever en Giuseppe, een smid. Er vormde zich een groep in Milaan en die ging naar Roccavione voor verdere Franse instructie. Marco ontving er het consolamentum (doop door handoplegging) en stichtte vervolgens in Concorezzo een kathaarse gemeenschap. Er volgden gemeenschappen in Treviso, Desenzano, Florence, Spoleto en Bagnolo. Het optreden van Nicetas bracht echter verandering. Nicetas doopte Marco en zijn kameraden opnieuw en samen reisden ze naar Saint-Félix en na de bijeenkomst reisde Nicetas vermoedelijk terug naar Constantinopel. Later kwam Petracius van de Bulgaarse kerk, die zei dat Simon, die Nicetas had 'geconsolideerd', was afgedwaald en dat er een nieuwe doop nodig was. Marco kwam in de gevangenis, op weg om gedoopt te worden, en Giovanni Giudeo verving hem. Toen scheidde Pietro di Firenze zich af en het Italiaanse katharisme bleef versplinterd, ondanks verschillende pogingen tot hereniging. De gemeenschap van Desenzano bleef trouw aan de regel van Drugunthia (het absolute dualisme via Nicetas), die van Concorezzo bekeerde zich tot de regel van de Bulgaarse kerk en het gematigde dualisme. De gemeenschap van Treviso stond er tussenin.
In 1233 werden er in Verona tweehonderd ketters (voornamelijk katharen en waldenzen) verbrand. De Katharen in Italië stonden onder bescherming van de Ghibellijnse (keizergezinde) adel. De Ghibellijnen verzwakten na de dood van keizer Frederik II von Hohenstaufen en diens kleinzoon Conradin. Paus Innocentius IV keurde martelingen bij het inquisitieproces goed, na de moord op inquisiteur Pietro da Verona (zelf een voormalige kathaar). Armanno Pungilupo uit Ferrara (gestorven 1268) was een beroemde Italiaanse parfait. De val van het kasteel van Sirmione in 1276 was het zwaarste verlies van de patarenen. In 1278 werden alle tweehonderd parfaits uit Sirmione in Verona verbrand. Geleidelijk verdween het katharisme uit Italië. De laatste Italiaanse kathaar werd in 1342 in Florence gearresteerd.

## Politieke bescherming
De katharen stonden onder de bescherming van de heren van Occitanië. Sommige kleine heren wendden hun feodale onafhankelijkheid aan om het katharisme te steunen. Toch waren het niet alleen lokale heren die de katharen de hand boven het hoofd hielden. Van de graven van Toulouse, het huis Trencavel, de graven van Comminges en Foix en de burggraven van Béarn en Couserans kan minstens gezegd worden dat ze de katharen hun gang lieten gaan.
In Occitanië waren de feodale verbanden tussen leenheer en vazal erg los. De vazallen aanvaardden het gezag van de leenheer, maar stonden niet toe dat op hun grondgebied de politieke en economische macht al te zeer aan banden gelegd werd. Ze waren gewend aan hun onafhankelijkheid en trokken zich weinig aan van hogere autoriteiten.
De helft van de lokale heren had zijn eigen grondgebied vrij van bemoeienissen; de rest was leengoed met betrekkelijk geringe tegenprestaties. Om oorlog te voeren nam een leenheer bijvoorbeeld veel vaker huursoldaten in dienst dan dat hij beroep deed op zijn vazallen.
In Noord-Frankrijk waren de feodale verbanden totaal anders. Gedurende de 12e eeuw oefenden de Capetische koningen een sterk gezag uit over hun vazallen. Maar Occitanië maakte geen deel uit van het koninkrijk Frankrijk. Al was de graaf van Toulouse een leenman van de Franse koning, het graafschap bleef onafhankelijk.

### Graven van Toulouse
De graven van Toulouse waren de machtigste mannen van de Languedoc. Hun grondgebied was uitgebreid, maar het centrale gezag niet sterk. Hoewel de graven van Toulouse zelf geen katharen waren, hingen er zoveel van hun vazallen, edelen en onderdanen het kathaarse geloof aan dat ze weigerden tegen hen op te treden.
- Raymond V (1148-1194) schreef in 1177 een brief aan de abt van Cîteaux. Hij kon de strijd tegen de kathaarse ketterij niet winnen, had kerkelijke hulp nodig en vroeg zelfs om een optreden van de Franse koning Lodewijk VII: "Het is mij onmogelijk deze taak tot een goed einde te brengen, omdat de edelen van mijn land ontrouw zijn en samen met een grote menigte het geloof hebben verlaten. Ik durf of kan niets ondernemen. Ik roep dus nederig uw hulp, raad en gebeden in om deze ketterij uit te roeien."
- Raymond VI (1156-1222) werd beschouwd als de voornaamste verdediger van de katharen. Hij reageerde niet op de oproepen van de Kerk. In mei 1207 bedreigde paus Innocentius III hem: "We zullen alle naburige vorsten dwingen tegen u, als vijand van Christus en vervolger van de kerk, in opstand te komen en al het gebied dat ze kunnen bezetten van u af te nemen, als nog meer plaatsen onder uw gezag geïnfecteerd worden met de smet van ketterse verdorvenheid." In juni 1209 sloot hij zich op het laatste moment aan bij de Albigenzische Kruistochten, maar twee maanden later verliet hij ze weer. Op de concilies van Narbonne (1211) en Montpellier (1211) weigerde hij te helpen bij het bestrijden van de katharen in Toulouse; daarop werd hij voor de derde keer geëxcommuniceerd. Maanden later trokken de kruisvaarders voor het eerst zijn grondgebied binnen.
- Raymond VII (1222-1249) kwam in 1216 op de voorgrond, toen zijn vader het volledige grondgebied verloren had. Vanuit zijn provençaalse landgoederen viel hij de kruisvaarders aan. Tegen 1224 had hij het grootste deel van zijn graafschap heroverd. In 1226 werd Raymond VII geëxcommuniceerd en begon de Franse koning Lodewijk VIII aan zijn kruistocht.

### Huis Trencavel
De burggraven van het Huis Trencavel hadden Albi, Carcassonne en Béziers in handen. Ze waren de belangrijkste vazallen van de graaf van Toulouse, maar waren tegelijk leenplichtig aan de koningen van Aragon.
- Raimond-Roger Trencavel (1185-1209) was na de dood van zijn vader vanaf zijn negende jaar opgevoed door een vazal die de katharen beschermde. Hij schaarde zich aan de kant van de katharen. Zijn steden Béziers en Carcassonne weigerden katharen uit te leveren en boden gewapend verzet tegen de Albigenzische Kruistocht. Bij de overgave van Carcassonne werd hij in augustus 1209 opgesloten in een kerker waarin hij in november van dat jaar overleed.
- Raimond II Trencavel (1209-1247) leidde in 1240 te Carcassonne een mislukte opstand tegen de Franse bezetting; het duurde tot 1247 voor hij zich definitief onderwierp.

### Comminges, Foix, Couserans en Béarn
De graven van Comminges en Foix, de burggraven van Béarn en Couserans behoorden tot de kleinere heren van de Languedoc. Hun families waren door huwelijken nauw met elkaar verbonden. Ze beschermden de katharen en werkten meestal samen tegen de kruisvaarders. Dat gold voor Bernard IV, graaf van Comminges, Raymond Roger, graaf van Foix, Gaston VI, burggraaf van Béarn en Roger II, burggraaf van Couserans. De vrouw en twee zussen van Raymond Roger van Foix waren kathaarse parfaites. Montségur lag op het grondgebied van Foix.

### Kleine heren
De lokale heren van de Languedoc waren de belangrijkste beschermers van de katharen; een aantal edelen met macht en rijkdom, vooral landelijke adel, schaarde zich achter het katharisme. Hun lokale macht was gebaseerd op talrijke vestingen en versterkte dorpen, hun regionale macht werd geconsolideerd met vele onderlinge huwelijksbanden. De kathaarse beschermheren hadden respect en sympathie voor de parfaits; ze duldden hen op hun grondgebied en ontvingen hen in hun kastelen.
Rond Toulouse waren er enkele castra en dorpen waar veel katharen voorkwamen. Sommige edelen waren sterk bezield door het kathaarse geloof en traden toe tot de parfaits. Het katharisme paste bij hun feodale onafhankelijkheid: zoals de lokale heren vrij waren van het centraal gezag, waren de katharen vrij van de Rooms-Katholieke Kerk. Kleine heren durfden zelfs katholieke bezittingen aan te slaan. In de dertiende eeuw zouden ze de katharen nog veel actiever beschermen. Koningen, graven en burggraven hadden deze plaatselijke netwerken van kathaarse parfaits, gelovigen, edelen, kasteelheren en hun familiale connecties niet onder controle; bijgevolg konden de katharen hun geloof openlijk belijden in de Languedoc. Ze reisden vrij door de gebieden en vestigden zich in de steden en op het platteland. Op veel plaatsen zetten ze kathaarse huizen op; ze hielden er bijeenkomsten, organiseerden debatten en konden in het openbaar prediken.

## Rooms-Katholieke reactie
In de tweede helft van de twaalfde eeuw voelde de Rooms-Katholieke Kerk zich ernstig bedreigd door het katharisme. Ze deed meerdere geweldloze pogingen om op te treden tegen de katharen, maar dat bleek niet zinvol, zolang ze in bescherming genomen werden door politieke heren en gewone gelovigen. Daarom moest ook de ondersteunende infrastructuur van de kathaarse kerk vernietigd worden. De katholieke autoriteiten legden de verantwoordelijkheid voor de verspreiding van het katharisme bij de graven van Toulouse, het huis Trencavel en de heren van Comminges en Foix. Eerst dienden de Albigenzische kruistochten de kathaarse beschermheren uit het zadel te lichten; daarna kon de Inquisitie de kathaarse parfaits en gelovigen aanpakken. Door de combinatie van kruistochten en inquisitie kwam er een einde aan het katharisme in de Languedoc.

### Ketterij
Voor de Katholieke Kerk was het kathaarse geloof ketters. Er was geen compromis mogelijk met hun dualisme; de katholieken geloofden in één almachtige God, schepper van hemel en aarde en ze duldden niet dat de katharen beweerden dat de duivel de aarde geschapen had en er almachtig was. In de kathaarse kosmologie had God te veel macht verloren aan de duivel; daarnaast verwierpen de katharen de God van het Oude Testament, kenden ze Jezus geen lichamelijk en aards leven toe en geloofden ze te sterk in hun individuele goddelijkheid. De Katholieke Kerk had in het verleden ervaring opgedaan met dat soort van meervoudige interpretaties van de Bijbel. Zo was er een zekere Marcion in de 2e eeuw n. Chr, die eveneens het Oude Testament verwierp en sterk anti-joods was en precies hetzelfde zei als de katharen. Daarom heeft men in de eerste eeuwen van het christendom de 'juiste leer' vastgelegd en afwijkende geloofsovertuigingen uitgesloten. De kerken zowel van Rome als van Constantinopel waakten sindsdien over de orthodoxie door middel van de besluiten van de eerste zeven oecumenische concilies die voor alle christenen sindsdien bindend zijn. In die zin is het de vraag of de katharen ook nog christenen genoemd kunnen worden; oorspronkelijk bewogen de katharen, evenals de bogomielen, zich binnen de officiële kerken. In die zin profileerden de katharen zich als een alternatieve kerk, die zich afzette tegen de Katholieke- en als bogomielen tegen de orthodoxe Kerk en haar religieuze praktijken.

### Concilies, missies, debatten en preken

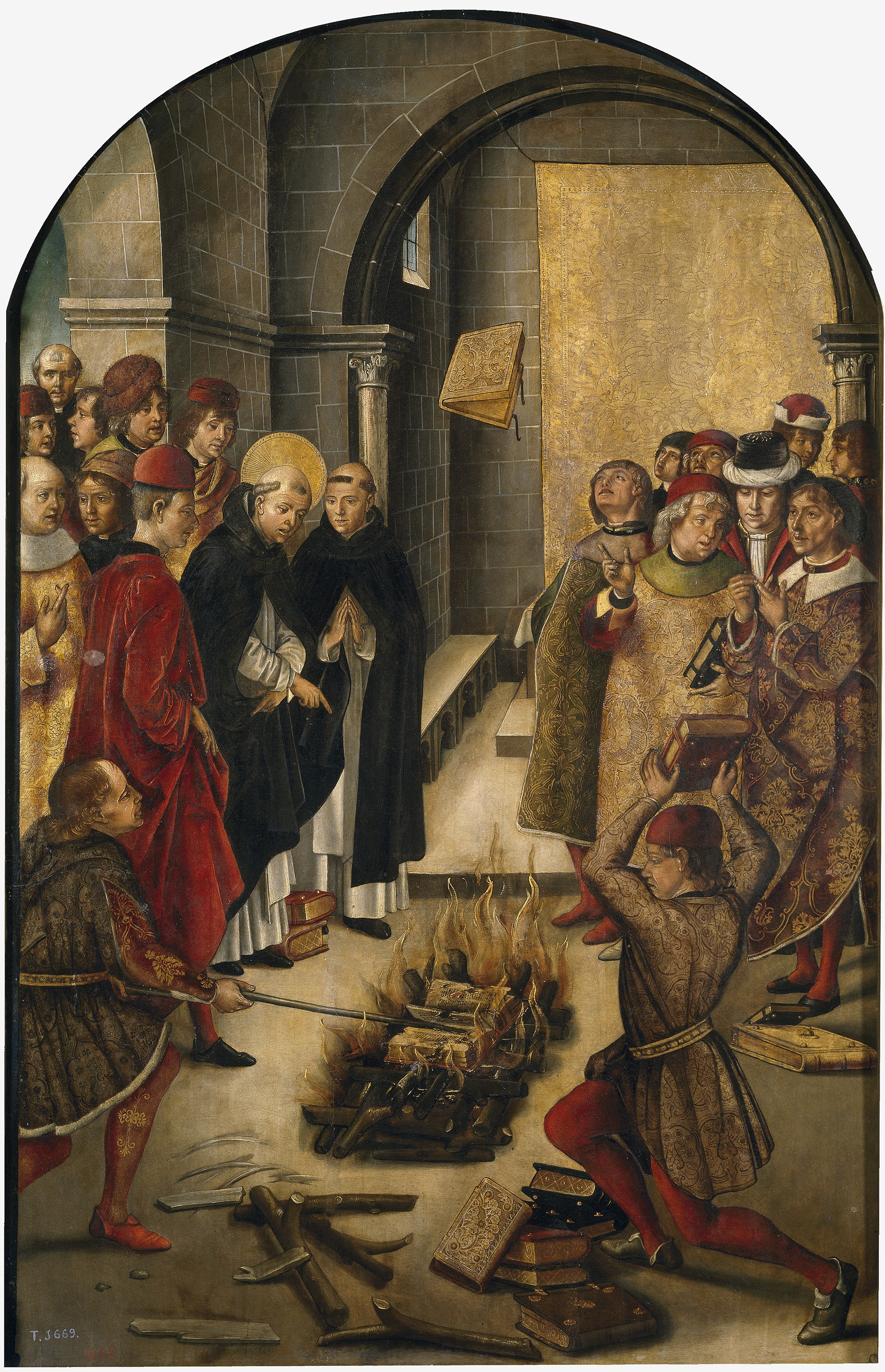
Dispuut tussen Dominicus Guzmán en de katharen (Pedro Berruguete, ca. 1493-99). Het 15-daagse debat vond plaats in de kathaarse burcht van Montréal in april 1207. Het argumentatieschema van Dominicus werd in het vuur geworpen bij wijze van godsoordeel, maar steeg telkens uit boven de vlammen, In deze 15e-eeuwse versie werden boeken van beide kampen in het vuur geworpen en bleven alleen die van de katharen branden.

De katholieke bisschoppen van de Languedoc waren machtige heren, maar slaagden er niet in het katharisme te onderdrukken; op enkele bisschoppen na werden er geen initiatieven daartoe genomen. De lokale bevolking minachtte de parochiepriesters en uitte haar antiklerikale gevoelens. In de twaalfde eeuw werden er op kerkelijke bijeenkomsten veel veroordelingen van ketterse bewegingen uitgesproken. Op het concilie van Toulouse (1119) en het Tweede Lateraans Concilie (1139) had de katholieke clerus al verzoeken gedaan aan de burgerlijke overheid om ketters aan te pakken. Op het concilie van Reims (1148) verbood paus Eugenius III om ketters in de Gascogne, de Provence of waar dan ook te verdedigen. Op het concilie van Tours (1163) veroordeelde paus Alexander III de ketterij in de Gascogne en de Toulousain. Het Derde Lateraans Concilie (1179) sprak de banvloek uit over de ketters van de Gascogne, Albi en Toulouse. De pausen zonden prelaten op diplomatieke missie naar de heren van de Languedoc. Te Lombers vond er in 1163 een debat plaats tussen vertegenwoordigers van katholieken en katharen; het ontaardde in wederzijdse verwijten. Er zouden nog meer debatten volgen. Veel predikers uit de orden van de cisterciënzers en de dominicanen werden op de katharen afgestuurd, maar alle acties die de katholieken ondernamen om de katharen hun dwalingen te doen inzien, mislukten.
Ook Hildegard von Bingen werd om advies gevraagd door de clerus van Keulen. In haar brief aan hen vertelt ze over een visioen, waarbij de oorzaak van het ontstaan van de katharen komt te liggen bij het onzuivere gedrag van de gelovigen en de priesters, maar ze laat er geen onduidelijkheid over bestaan dat de katharen misleid zijn, dat ze ook misleidden en ze ook uit de kerk gezet moeten worden. Hieruit blijkt dus dat de katharen zich binnen en niet buiten de kerk bevonden.

### Albigenzische Kruistochten
Dit onderwerp wordt behandeld in Albigenzische Kruistochten.

### Inquisitie

#### Paus Gregorius IX
Nadat de politieke beschermheren van het katharisme gekortwiekt waren, richtte de Katholieke Kerk zich tegen de kathaarse geestelijken en gelovigen. Op het concilie van Toulouse (1229) werd besloten om de katharen te vervolgen; de bisschoppen kregen de bevoegdheden voor opsporing en arrestatie. In elke parochie werden een priester en twee leken ingezworen die in hun gebied naar ketters moesten zoeken. Maar paus Gregorius IX was niet tevreden met het lakse optreden van de bisschoppen; daarom richtte hij in april 1233 de Inquisitie op. Gregorius benoemde een aantal dominicanen en franciscanen tot inquisiteurs. Zij vestigden zich in Toulouse en Carcassonne, voerden het onderzoek naar de katharen en moesten zich alleen bij de paus verantwoorden. In 1252 stond paus Innocentius IV het gebruik van folteringen toe tijdens de verhoren. De inquisiteurs zouden volharden tot de laatste kathaar uitgeschakeld was.

#### Orde van de dominicanen

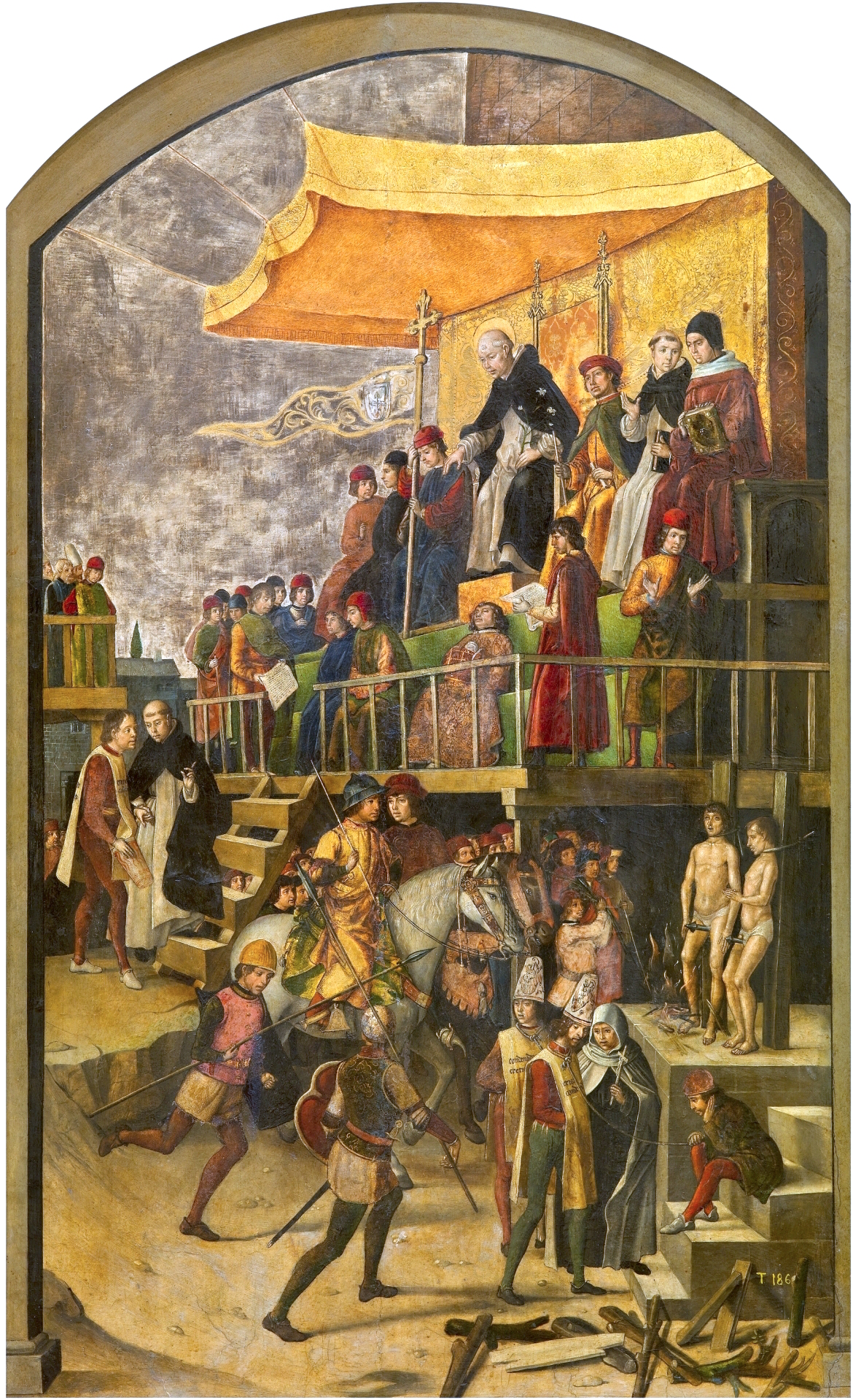
Sint-Dominicus ziet toe op een autodafe

De Orde van de dominicanen vocht in de voorste linie tegen het katharisme. De Spanjaard Dominicus Guzmán had zich al sinds 1206 toegelegd op de strijd tegen de katharen, toen hij in 1215 zijn monnikenorde met dat doel oprichtte. In de beginfase waren het predikanten die op verschillende plaatsen zelf het initiatief namen om de katholieke leer uit te dragen. In 1233 echter mochten ze magistraten leveren voor de Inquisitie. Hoewel er ook franciscanen en prelaten bij betrokken waren, namen de dominicanen het grootste deel van het werk op zich. Hun bekwame theologen en juristen werden gevreesde inquisiteurs. De eerste handleiding van de Inquisitie werd in 1244 samengesteld door de dominicaan Jacques Fournier.

#### Methoden en straffen

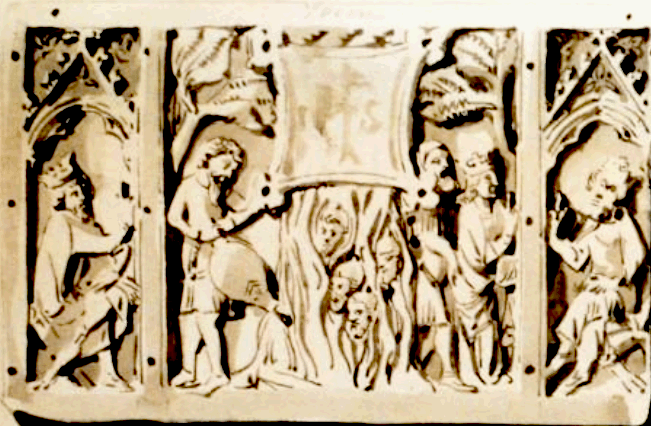
Terechtstelling van de Albigenzen

In dorp na dorp spoorde de Inquisitie de katharen op; ze riep de bevolking bijeen en dagvaardde iedereen. Het onderzoek moest een einde maken aan de steun van leken aan het katharisme; het was verboden hulp te bieden aan de katharen in welke vorm dan ook. Het bezit van de Bijbel was niet toegelaten, de toegang tot zieken en stervenden werd onmogelijk gemaakt en iedereen werd verplicht een eed te zweren tegen ketterij. De inquisiteurs riepen de dorpelingen op om te bekennen; wie zich binnen de drie dagen vrijwillig meldde als boeteling en de volledige waarheid vertelde over zichzelf en anderen, zou geen burgerlijke straf krijgen. De verleiding was groot om anderen aan te geven, maar het was ook niet zonder gevaar voor de verklikkers. De inquisiteurs legden alle contacten met de katharen vast. Ze konden overgaan tot huiszoekingen. Katharen die vrijwillig bekenden, moesten boete doen; ze werden geherhuisvest, moesten een boetekruis dragen, de mis bijwonen, processies volgen en op bedevaart gaan.
Katharen die onder dwang bekenden werden overgedragen aan de burgerlijke overheid. Zij kregen geldboetes, geselingen, gevangenisstraffen en verbanningen opgelegd, hun huizen werden geconfisqueerd of gesloopt. Wie zijn kathaars geloof niet afzwoer, werd levenslang opgesloten of ter dood gebracht door verbranding of ophanging. Er werden tevens overleden katharen uit hun graf gehaald en verbrand.

#### Verzet
Er zijn gevallen bekend waarbij burgers zich verzet hebben met geweld; vooral de opgravingen van overledenen werkten provocerend. In conflicten met de stedelijke consulaten gebeurde het dat de inquisiteurs de stad uitgezet werden. Tegen het einde van de dertiende eeuw verhevigde de inquisitie haar inspanning. Het lokte protest uit in Carcassonne en Albi; men was verontwaardigd over de arrestatie van vooraanstaande burgers, de inbeslagname van bezittingen en de omstandigheden in de gevangenissen. De belangrijkste verzetsdaad had plaats op 28 mei 1242 in Avignonet; Pierre Roger de Mirepoix, de kasteelheer van Montségur, werd vanuit het dorp geholpen om twee inquisiteurs en heel hun staf te vermoorden.

## De laatste katharen
In 1255 vielen de kastelen van Quéribus en Puylaurens. Er bestond geen gestructureerde kathaarse kerk meer in de Languedoc. De meeste kathaarse geestelijken waren gedood, gevangen of gevlucht. Weinig katharen waagden het nog om er hun geloof uit te dragen. Ze hadden weinig steun, trokken van de ene naar de andere schuilplaats en waren voortdurend in gevaar. Veel katharen hadden hun heil gezocht in Lombardije. In de Ghibellijnse steden van Noord-Italië werden de katharen min of meer met rust gelaten, maar na 1270 begon de Inquisitie ook daar harder te vervolgen met arrestaties en verbrandingen.
In het begin van de veertiende eeuw wilden de broers Pierre en Guillaume Autier het katharisme nieuw leven inblazen. Ze kwamen uit Ax in het graafschap Foix, vertrokken naar Lombardije om een aantal jaar het kathaarse geloof te bestuderen en keerden in 1299 naar huis terug als kathaarse parfaits. Het was een kleinschalige poging met een beperkt aantal individuen. De inquisiteurs Bernard Gui en Geoffrey d’Ablis waren vastbesloten om de groep die zich rond de Autiers verzameld had, uit te schakelen en verhevigden hun inspanningen. In december 1309 stierf Guillaume Autier op de brandstapel, in april 1310 was Pierre aan de beurt. Van 1318 tot 1325 onderzocht Jacques Fournier, bisschop van Pamiers en later paus Benedictus XII, nog een keer alle kathaarse sporen. In 1321 stierf de laatste gekende parfait Guillaume Bélibaste op de brandstapel. In 1329 werden de laatste vier kathaarse gelovigen verbrand in Carcassonne.

## Katharen en manicheïsme

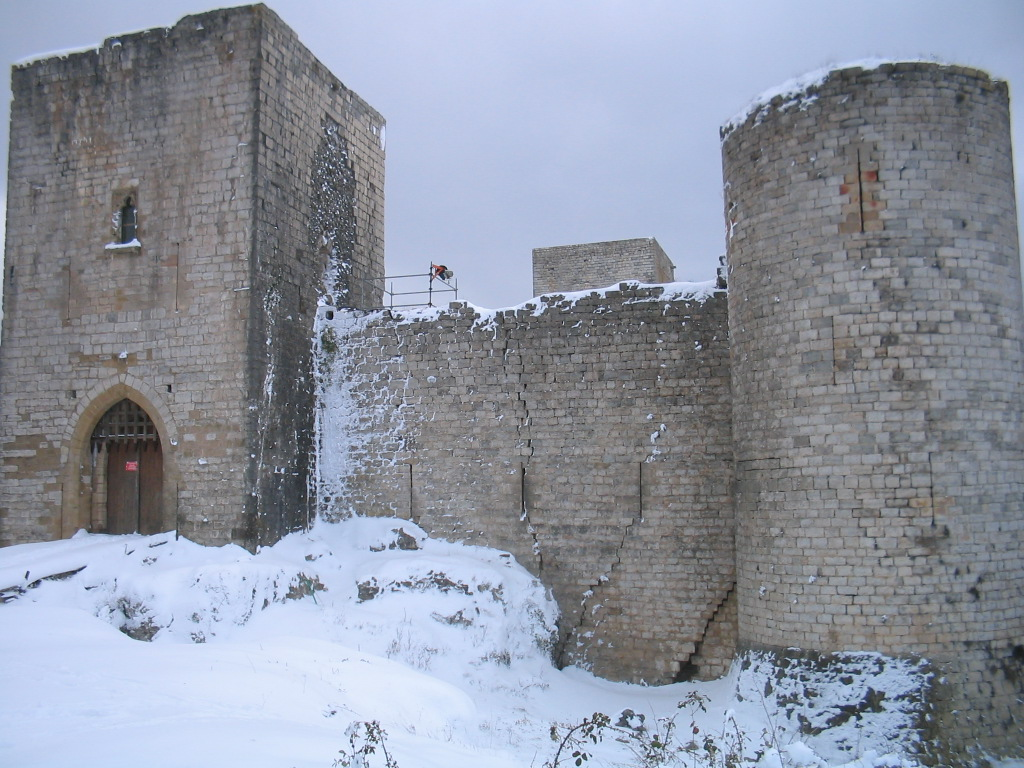
Het kasteel van Puivert

De Kerk beschouwde in de tijd van de katharenvervolging de katharen als manicheeërs, volgelingen van Mani. Kerkvader Augustinus, die zelf een tijdje manicheeër was geweest, had een soort determinatietabel van ketterijen opgesteld, met daaronder het manicheïsme. Van alle ketterijen vond Augustinus het manicheïsme het meest verwerpelijk. En alleen van deze ketterse stroming moesten volgens hem de aanhangers gedood worden. De Katholieke Kerk beriep zich hierop en verleende aan het doden van katharen zo vanuit hun standpunt een rechtsgeldige status. Het verband tussen de katharen en het manicheïsme is overigens later betwist.
Culturele achtergrond
In Occitanië golden ten tijde van het katharisme drie kernwaarden:
- pretz: respect, edelmoedigheid, opkomen voor zwakkeren;
- paratz: gelijkwaardigheid;
- convivenzia: verdraagzaamheid; respect voor de meningen van anderen.

Deze begrippen waren belangrijk in het leven in deze streek in die kathaarse tijd. Ook zijn hier de liederen terug te vinden die als onderwerp de "hoofse liefde" hebben. Troubadours waren geliefde gasten op de kastelen om liederen te zingen en verhalen te vertellen. In deze streek en tijd zijn ook zeer geavanceerde muziekinstrumenten ontstaan die nu nog te zien zijn in het kasteel Puivert bij de gelijknamige plaats. In Occitanië kwamen vele volkeren met hun verschillende culturen en gebruiken vreedzaam bijeen, wat een levendige en zeer welvarende handel tot gevolg had. Ook de katharen deelden in deze welvaart. Zij stonden dan ook bekend om hun rijkdom. Deze welvaart van de Occitaanse edelen irriteerde de Noord-Franse edelen. Niet uit te sluiten valt, dat hun deelname aan de diverse kruistochten tegen de katharen ook ingegeven werd door deze jaloezie en hebzucht. De vele ontmoetingen met verschillende volkeren en culturen brachten uiteraard niet alleen economische maar ook technische vooruitgang. Ook opvallend was de rol van de vrouw in deze samenleving. Zij was zeker niet ondergeschikt aan de man en kon ook aangesteld worden als parfait. Of men hier kan spreken van een gelijkwaardigheid van man en vrouw blijft twijfelachtig ook gezien de afwijzing van seksualiteit door de Katharen.